# História do País de Gales
Os romanos estabeleceram uma cadeia de fortes ao longo da parte sul do País de Gales até Carmarthen (Maridunum). Existem provas de que progrediram até ainda mais para oeste. Também construíram a lendária fortaleza em Caerleon (Isca), cujo magnífico anfiteatro é o mais bem preservado em toda a Grã-Bretanha. Os romanos também chegaram ao norte de Gales e uma velha lenda diz que Magno Máximo, um dos últimos imperadores, casou-se com Elen ou Helen, a filha de um chefe galês de Segôncio, perto da actual Caernarfon.
Gales nunca foi conquistado pelos anglo-saxões devido à feroz resistência do seu povo e ao terreno montanhoso. Diz-se que um rei anglo-saxão, Offa de Mercia, construiu um grande muro de terra, ou um dique, ao longo da fronteira com o seu reino para separar uma grande parte de Powys que tinha conquistado aos galeses. Partes do dique de Offa ainda hoje podem ser vistas.
O País de Gales permaneceu céltico e o seu povo continuou a falar a língua galesa mesmo depois de os elementos célticos das vizinhas Inglaterra e Escócia terem desaparecido gradualmente. O nome Wales é disso prova, uma vez que provém de uma palavra de raiz germânica que significa estrangeiro e está, assim, relacionada com os nomes de várias outras regiões europeias onde os povos germânicos tomaram contacto com culturas não-germânicas, como a Valónia (Bélgica), o Valais (Suíça) e a Valáquia (Roménia), bem como com a terminação -wall do nome inglês da Cornualha (Cornwall).

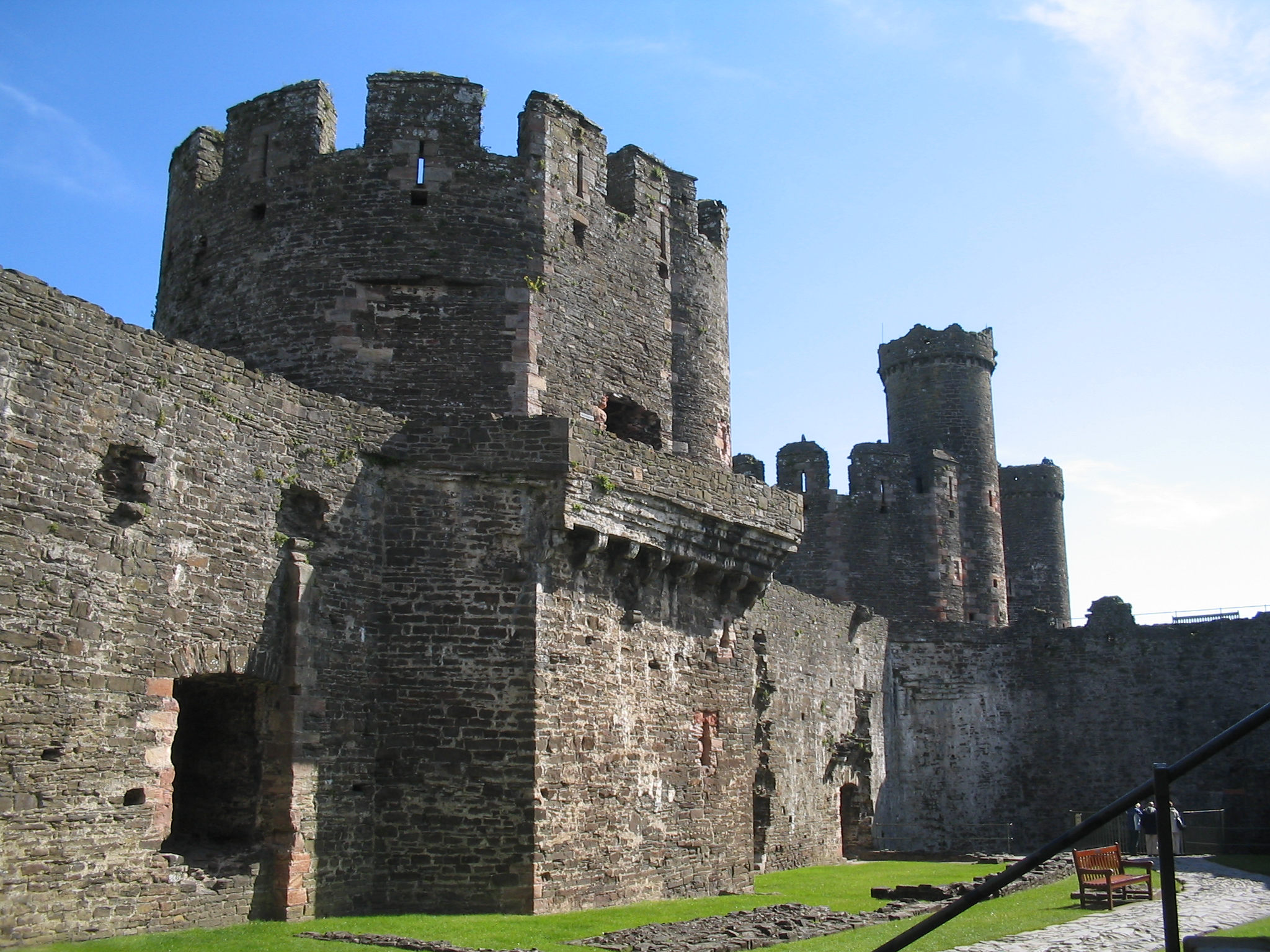
Castelo de Conwy

Gales permaneceu cristão (ver o renascimento galês de 1904-1905 e o renascimento metodista galês) quando o seu vizinho, a Inglaterra, foi derrotado por tribos alemãs e escandinavas, embora tenham sobrevivido entre o seu povo muitos costumes e crenças mais antigas. Por esse motivo, São David foi em peregrinação a Roma durante o século VI e serviu como bispo em Gales muito antes da chegada de Santo Agostinho para converter o rei de Kent e da fundação da diocese de Cantuária Embora se diga que a religião druídica teve em Gales a sua praça-forte até à invasão romana, muitas das "tradições" druídicas, como o gorsedd, ou a assembleia de bardos, foram invenção de "historiadores" do século XVIII. O traje feminino tradicional de Gales, que inclui um chapéu negro e alto, foi criado no século XIX por Lady Llanover, uma proeminente defensora da língua e cultura galesas.
A conquista de Gales pela Inglaterra não aconteceu em 1066, quando a Inglaterra foi conquistada pelos normandos, mas foi gradual, prolongando-se até 1282, quando o rei Eduardo I de Inglaterra invadiu o país e derrotou em batalha Llywelyn ap Gruffydd, o último príncipe independente de Gales. Eduardo construiu uma série de grandes castelos de pedra a fim de manter os galeses sob controle. Os mais conhecidos estão em Caernarfon, Conwy e Harlech. Gales foi legalmente anexado pelo Decreto de União de 1536, durante o reinado de Henrique VIII de Inglaterra. O Decreto de Gales e Berwick 1746 determinou que todas as leis aplicáveis à Inglaterra também se aplicassem automaticamente a Gales (e a Berwick, uma cidade situada na fronteira anglo-escocesa), excepto se a lei especificamente determinasse o contrário. Este decreto foi revogado no que diz respeito a Gales em 1967.
Leidiane